# 머우쭝싼

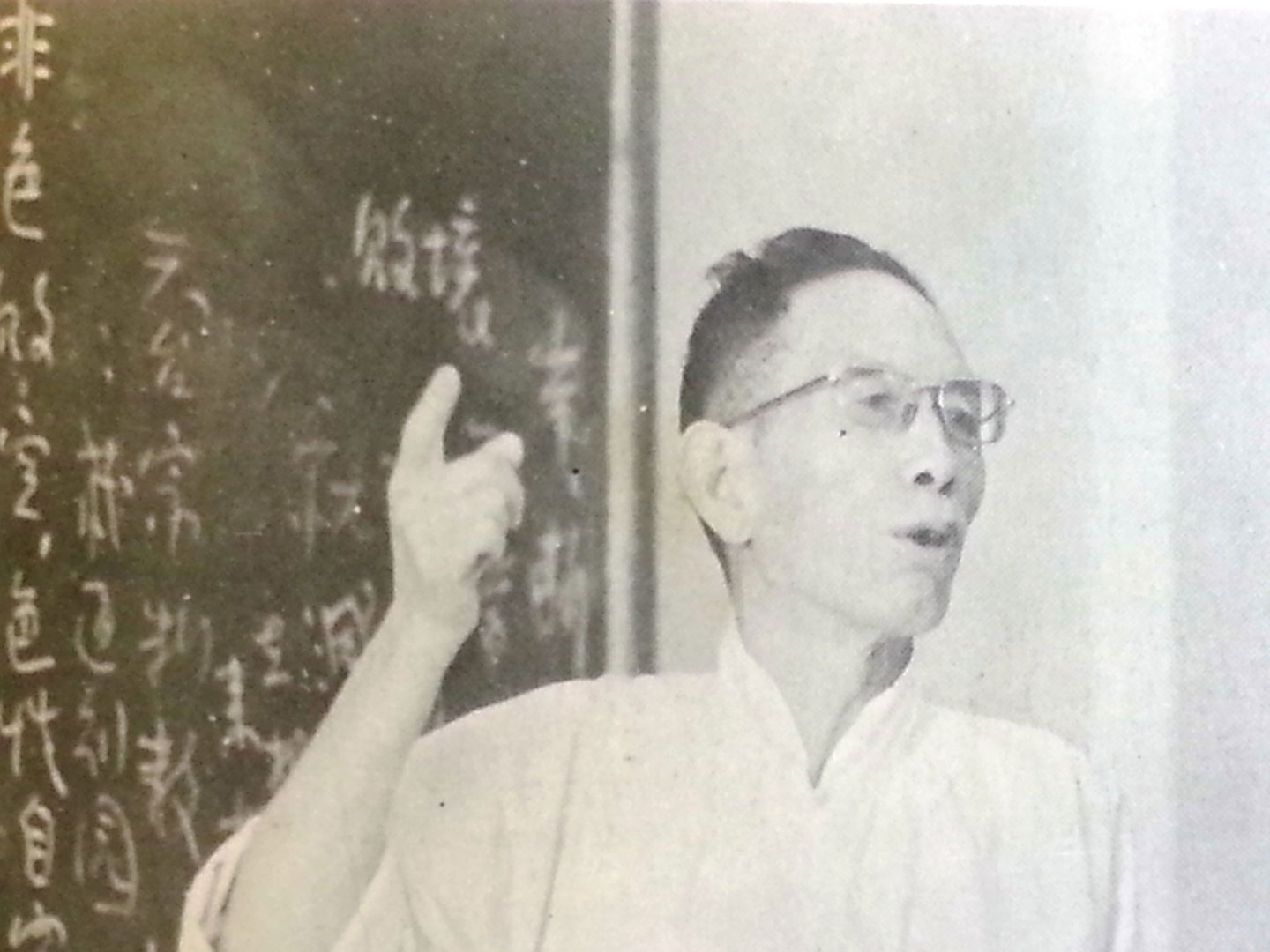
1960s

머우쭝싼(중국어: 牟宗三, 병음: Móu Zōngsān, 1909년 6월 12일~1995년 4월 12일)은 중화민국과 홍콩의 유학자이다. 자는 난중(難中)이다. 그는 중화민국 대만과 영국령 홍콩의 신유학자 중 하나이다.
머우는 1909년 산둥성 서하현(棲霞縣, 현재의 치샤시) 대청산(大清山) 동서하(東栖霞)에서 태어났다. 중화민국 국민 정부 국립 베이핑 대학 북대학원(1928년~)에 들어가 철학 예과를 2년 만에 졸업하고, 중화민국 국민 정부 국립 베이징 대학 철학 본과를 졸업(1933년)하였으며, 슝스리, 장이(张頥), 황팡강(黄方剛) , 장선푸, 허린, 정신 등에게서 공부하였다. 또 <철학평론> 등 잡지를 탐독하고 국립 칭화 대학 철학과에서도 청강하였다.
중화민국 국립 베이징 대학 졸업 후 산둥 수장현 향촌 사범 학교, 산둥 추평 촌치 학원, 광시 오주 중학 등에서 교사가 되었고, 국립 칭화 대학과 사립 옌징 대학에서 철학 교수를 담당하고 있던 장둥쑨과 장쥔마이가 중국국가사회당의 창당 준비 기간에 발행하기 시작한 <재생>에서 1931년부터 편집 인원으로 활동하였다. 또 1935년에는 광둥성 광저우에서 설립된 현대식 사립 국학 학교 학해서원에서 조교가 되었다.
중일 전쟁 시기와 제2차 세계 대전 종전 이후로는 중화민국 국립 남녕 대학, 사립 화서 대학, 국립 중앙 대학, 사립 금릉 대학, 국립 절강 대학 등에서 주로 서양 철학을 강의하였다. 중화민국 헌정파 연합당 중국 민주사회당에는 참가하지 않았고, 국공 내전에서 중국 국민당이 패한 이후로는 장제스의 중화민국 국민 정부를 따라서 1949년 가족들과 함께 중화민국 타이완행에 올랐다.
1949년 이후로 중화민국의 국립 타이완 사범대학과 중화민국의 사립 둥하이 대학 등에서 가르쳤다. 1954년에는 중화민국 타이완 교육부에서 학예심의위원회 심의위원을 맡았다.
1960년에는 영국령 홍콩의 홍콩 대학에서 중국 사상 강의를 시작하였고, 1968년에는 영국령 홍콩의 홍콩 중문 대학에서 철학 교수가 되었다. 1974년에는 같은 대학 신아서원에서 철학 강좌를 맡았다. 1995년 지병으로 중화민국 국립 타이완 대학 의학부 부설 의원에서 향년 86세로 사망하였다.

## 같이 보기
- 후스
- 리창즈
- 국공내전